# 牛荘作戦
牛荘作戦（ぎゅうそうさくせん、ニューチャンさくせん）は、日清戦争の戦闘である。

## 概要
野津道貫第1軍司令官は、遼陽平原の清国軍の掃討作戦実施を大本営に具申した。当初は認められなかったが、その許可が与えられた。第1軍は牛荘に進出し営口占領を計画した。
1895年3月2日、第5師団と第3師団は鞍山站に到着し体勢を整えた。
3月4日、第3師団は耿家庄子から、第5師団は三道崗から牛荘を攻撃した。清国軍は激しく抵抗し、牛荘城内での市街戦が行われた。午後5時頃に戦闘が終結し、3月6日、牛荘は日本軍によって占領された。
なお、牛荘は日清戦争において市街戦の行われた唯一の町である。